# 燧人氏
燧人氏（すいじんし、拼音: suìrén shì）は、中国の伝説上の氏族で、火を発見したとされ（燧人氏の燧の読みは「ヒキリ」であり、乾燥し木口に棒をあて激しくもんで火を出すこと、である。）、家屋を発明した有巣氏の子と伝わる。また、三皇の一、天皇とされることもある、古国時代の伝説上の帝王であり燧明国の君主とされる。後有巣氏と黒衣氏の祖で、妻は華胥氏出身、尊称として燧皇と呼ばれたともされる。また燧人氏は元々、旧石器時代の河套周辺の母系制氏族であったとされ、狩猟生活を営んでいたとされる。諱は允婼、子は伏羲であり、伏羲を含め後に78の帝が炎帝神農氏以前に立ったともされる。

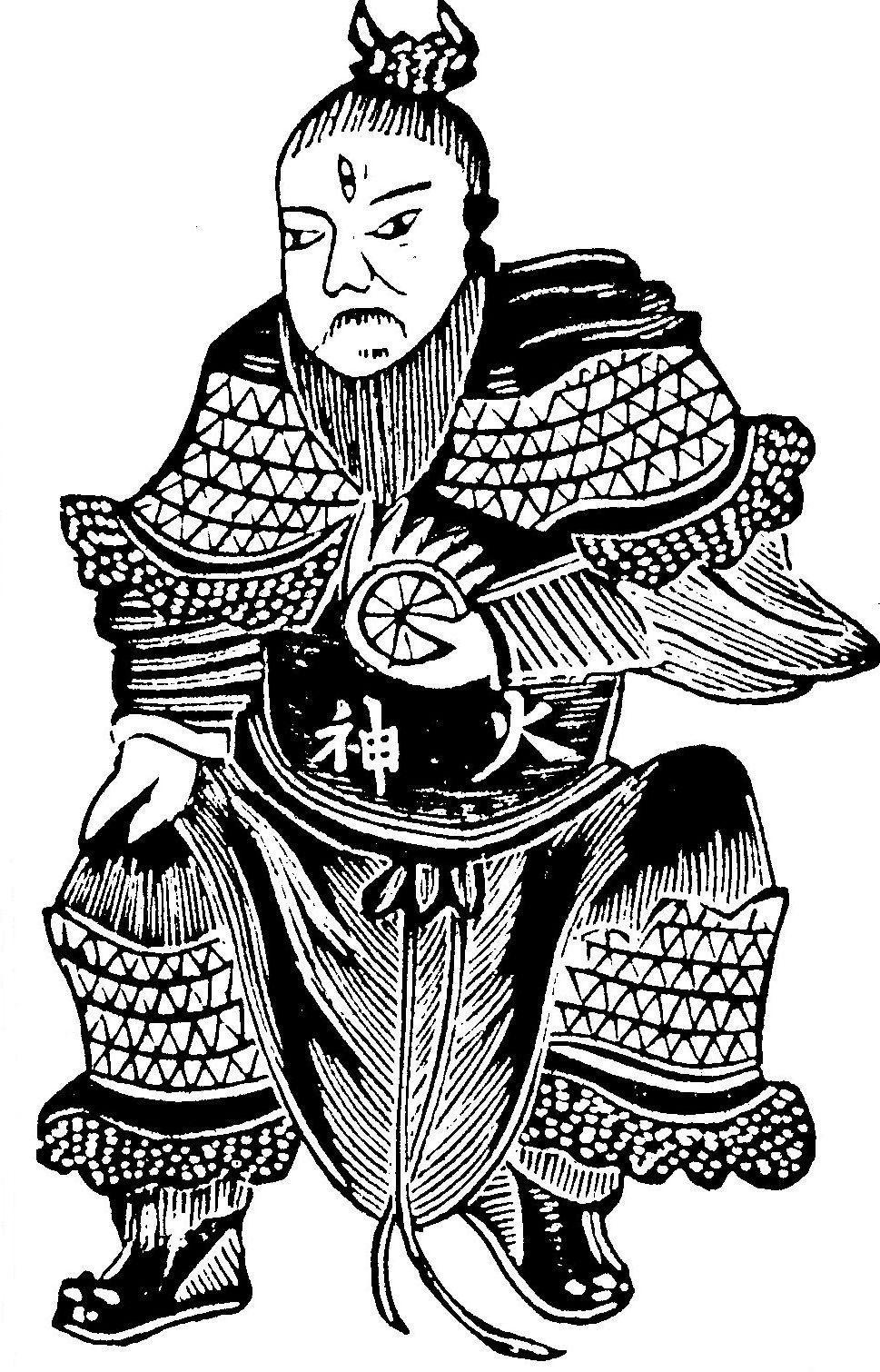
想像上の燧人氏

## 発火法の発見
薪を擦り合わせる方法と石で火を打つ方法との2種類の発火法を発見したとされる。このことから発火法を発見した人という意味の尊号として「燧人」と呼ばれるようになったとされる。

## 商丘
商丘は、王大有の「三皇五帝の文化研究」に依ると、燧人氏が建設した中国初の都であるとされる。また伝説上でも商丘は燧人氏の都であることから、商丘は「火文化の郷」と呼ばれている。燧人氏は商丘に葬られ、「燧皇陵」が造られていたとされる。商丘はその後、隣の開封とともに何度も都となっている。

## その後
古国時代において帝王として君臨した大伏羲氏（伏羲女媧政権）や炎帝神農氏、黄帝有熊氏らはこの子孫とされている。また燧人氏の末裔は風姓や嬴姓氏族となり、先秦時代（三代）・秦代までの間、中華を支配したとされる。

## 時代
尸子『燧人上観辰』『路史』察辰心而出火などの、伝説上の暦の記述から17500年前とされるが、後の時代についての中華文明探源プロジェクトなどの考古学的考察とは合致しない。また古くとも紀元前5000年程度とするものもあり、中国国内でも定まっているとは言い難い。

## 一次資料での記述
1. ↑  『韓非子』五蠹第四十九「民食果蓏蜯蛤，而傷害腹胃，民多疾病。有聖人作，鑽燧取火，以化腥臊，而民悦之，使王天下，号曰燧人氏。」
2. ↑  司馬貞『補史記・三皇本紀』「太庖犧氏，風姓，代燧人氏継天而王。母曰華胥，履大人迹于雷沢，而生庖犧于成紀。蛇身人首，有聖徳。」
3. ↑  『太平御覧』巻八六九引晋王嘉『拾遺記』「遂明国不識四時晝夜，有火樹名遂木，屈盤萬頃。後世有聖人，遊日月之外，至於其国，息此樹下。有鳥若鴞，啄樹則燦然火出。聖人感焉，因用小枝鑽火，号燧人。」